# 奇崑
宗室奇崑（穆麟德轉寫：Kikun，1739年4月9日—1782年5月16日，乾隆四年三月初二日子時—乾隆四十七年四月初五日辰時），或作奇昆，正藍旗滿洲人，遠支宗室正藍旗第八族永字輩，安郡王瑪爾渾曾孫，清朝大臣、將領，封爵奉恩輔國公，官至散秩大臣。

## 生平
乾隆四十三年（1778年）三月，乾隆帝追論開國諸王功績，諭阿巴泰、岳樂有大功，但子孫只有奉恩將軍一人，不足酬勞，特別加恩賞封一人，以奇崑襲封奉恩輔國公，世襲罔替。四月，授散秩大臣。六月，宗人府辦理建置奇崑府邸護衛、官員及屬下佐領。
四十四年（1779年），宗人府奏請派遣奇崑與斌寧赴太廟拈香，乾隆帝認為奇崑、斌寧才剛承襲公爵，不應該選為拈香王公，並規定嗣後貝勒、貝子、公爵都不可為太廟拈香，須由親王、郡王恭敬謹慎輪班行禮。
四十七年（1782年）四月初五日，卒，年四十四歲。五十九年（1794年），乾隆帝上諭以子崇吉承襲輔國公。

## 家庭及關聯
下述資訊均出自《愛新覺羅宗譜》。

### 先祖
- 六世祖父：清太祖（1559年—1626年）。
- 六世祖母：側妃伊爾根覺羅氏。
- 五世祖父：饒餘敏親王阿巴泰（1589年—1646年），太祖皇七子，功封饒餘親王，拜大將軍，諡「敏」。
- 五世祖母：納喇氏，男爵三坦之女，阿巴泰嫡福晉。
- 高祖父：安郡王岳樂（1625年—1689年），襲封安郡王，官宗人府宗令，拜大將軍，晉封親王，諡「和」，後追降爵削諡。
- 高祖母：赫舍里氏，輔政大臣一等公索尼之女，岳樂三繼福晉
- 曾祖父：安愨郡王瑪爾渾（1663年—1709年），襲封安郡王，官宗人府宗令、玉牒館總裁官，諡「愨」。
- 曾祖母：佟佳氏，內大臣國舅佟國綱之女，瑪爾渾繼福晉。
- 承繼祖父：安節郡王華玘（1685年—1719年），襲封安郡王，諡「節」。
- 承繼祖母：馬佳氏，三等公都統諾敏之女，華玘嫡福晉。
- 本生祖父：華玢（1686年—1735年），封奉恩將軍，因事革爵。
- 本生祖母：程氏，四格之女，華玢之妾。

### 父母
- 父：錫貴（1707年—1752年），官三等侍衛，乾隆四十三年追封奉恩輔國公。
- 嫡母：富察氏，護軍校桑格之女。
- 生母：方氏，方大之女，錫貴之妾。

### 兄弟
奇崑排行第二，有一兄。
- 岱英（1730年-1780年），閒散，嘉慶十年追封奉恩輔國公。娶戴佳氏，副都統扎爾杭阿之女。

### 妻室
- 嫡妻：沙濟富察氏，一等承恩公傅文之女。
- 妾：勳氏，納斯圖之女。
- 妾：張氏，額爾德穆布之女。

### 子嗣
奇崑育有三子。
- 長子：明昌（1760年—1763年），嫡母富察氏所生，早卒，無嗣。
- 次子：崇智（1776年—1780年），庶母勳氏所生，早卒，無嗣。
- 三子：崇吉（1781年—1821年），庶母張氏所生，襲奉恩輔國公，因事革爵。娶烏雅氏，浙江巡撫福崧之女；繼娶烏雅氏，福崧另一女。